# Christine Elise
Christine Elise McCarthy (født 12. februar 1965) er en amerikansk film- og tv-skuespillerinde, som er bedst kendt for sin rolle som Emily Valentine i Beverly Hills 90210.
Elise er født i Boston, Massachusetts som datter af kunstnere.
Hun dimitterede fra den prestigefyldte "Boston Latin School" i 1983. 
Elise havde en tilbagevendende rolle i sidste sæson af China Beach, som hun efterfølgende flere gange har fremhævet, som den bedste professionelle oplevelse hun nogensinde har prøvet. Hun havde rollen som Kyle i filmen fra 1990 Child's Play 2. Hun havde også en tilbagevendende rolle i tv-serien Beverly Hills 90210 og ER. Hun var med i tv-filmen Vanishing Point med Viggo Mortensen, som roste hende for hendes rolle. De mødtes igen i et andet projekt Boiling Point, men hendes karakter blev efter noget tid skrevet ud. Elise havde også en tilbagevendende rolle i Heat of the Night.
Under hendes fødselsnavn Christine McCarthy, har hun også haft en livslang kærlighed for at leve som professionel fotograf, det seneste hun har lavet (februar 2008), var da hendes arbejde blev udstillet på en "2-Cup Cafe", i Boston, Massachusetts.  I sommeren 2008 – vil der være en udvalgt udstilling af hendes billeder på en restaurant i Paris – "Pink Flamingos" .